# Agamka písečná
Agamka písečná (Phrynocephalus mystaceus) je druh plaza z řádu šupinatí, který se vyskytuje ve Střední Asii. Jedná se o největší druh agamky.
Tento druh, jak již z názvu vyplývá, obývá písečné prostředí, a tomu také odpovídá splývavé zbarvení. Na hřbetu má tmavší vzor nepravidelného tvaru.
Dosahuje délky 22–24 cm, z toho polovina připadá na tělo a druhá na ocas. Váží do 55 g. Pro srovnání – čtyřdenní mládě v Zoo Praha měřilo 7,5 cm a vážilo 3 g. Kladou dvě až čtyři vejce, přičemž doba jejich inkubace dosahuje průměrně 60 dnů.
Je aktivní přes den, kdy si vyhrabává až metrové nory. Živí se částmi rostlin, bezobratlými a příležitostně i jinými druhy ještěrů.
Při nebezpečí se zahrabává do písku, a to příčným chvěním. Pro zastrašování nepřítele používá svou červeně zbarvenou kožní řasu, kterou má umístěnou na okrajích tlamy. Široce otevře tlamu a k tomu rozvine právě barevně výrazné vějířky kožní řasy. Navíc vyluzuje zvuky a útočí.

## Taxonomie
Rozlišují se dva poddruhy:
- Phrynocephalus mystaceus mystaceus (Pallas, 1776) – nominátní poddruh
- Phrynocephalus mystaceus galli (Krassowsky, 1932)

## Chov v zoo
V chovech zoo se jedná o velmi raritní druh. V rámci Evropy je chován jen ve dvou českých zoo – Zoo Hluboká a Zoo Praha.

### Chov v Zoo Praha
Agamka písečná se v Zoo Praha prvně objevila v roce 1957. Další záznam pochází z roku 1974 a také z roku 2011 je doložen jedinec bez určení poddruhu. Mezitím však v roce 2006 byl chován nominátní poddruh Phrynocephalus mystaceus mystaceus. V letech 2011–2017 byl chován jiný poddruh – P. m. galli. V roce 2018 došlo k návratu chovu nominátního poddruhu. Obecně se u tohoto druhu podařilo mnoho úspěchů světového významu. V roce 2012 se Zoo Praha stala první zoo na světě, kde se podařilo tento druh odchovat. Toho roku se podařilo odchovat hned šest mláďat. I v současnosti je Zoo Praha jedinou zoo na světě, kde se daří odchovávat. Mládě se vylíhlo 18. 3. 2019 a další dvě následovala 2. 5. 2019. Povedlo se to díky obnovení chovu dovozem tří samců a dvou samic od soukromého chovatele na konci října roku 2018. Za celou historii chovu tak bylo odchováno 17 mláďat.
Druh je k vidění v pavilonu šelem a plazů v dolní části zoo. Tamní terarijní expozice Kattakum představuje hned několik druhů plazů pouštních oblastí Střední Asie.